# Ricardo Watty Urquidi
Ricardo Manuel Watty Urquidi MSpS (San Diego, Califórnia, 16 de julho de 1938 - Lomas de Chapultepec, Cidade do México, 1 de novembro de 2011) foi um religioso mexicano e bispo católico romano de Tepic.
Ricardo Manuel Watty Urquidi, filho mais velho de cinco filhos do México, D.F. Nascido comerciante alemão Karl Alexis Watty Widmann (1911-1973) e mãe mexicana Maria de los Dolores Urquidi, viveu com sua família na Cidade do México desde 1951. Ele se juntou à Congregação dos Missionários do Espírito Santo em Tlalpan. Ele renunciou à cidadania americana aos 18 anos e manteve a cidadania mexicana. De 1959 a 1961 estudou filosofia no colégio de sua ordem. De 1962 a 1964 foi Prefeito do Seminário Menor da Diocese de Alajuela na Costa Rica. De 1965 a 1968 estudou teologia no escolasticado das Missionárias do Espírito Santo e no Instituto da Arquidiocese do México.
Foi ordenado sacerdote em 8 de junho de 1968 e foi vigário na paróquia de Santa Cruz del Pedregal, na Cidade do México. Em seguida, lecionou no seminário menor de Quetzaltenango, Guatemala. De volta à Cidade do México, foi professor no noviciado das Missionárias do Espírito Santo. De 1971 a 1975 foi capelão universitário e pároco da paróquia de Nossa Senhora da Encarnação em Mexicaltzingo. Em seguida, dirigiu a região de pastoral VII da Arquidiocese do México como representante episcopal. De 1974 a 1980 foi vice-superior de sua província no México.
Em 27 de maio de 1980 foi nomeado Bispo Titular de Macomades e Bispo Auxiliar da Arquidiocese do México pelo Papa João Paulo II. Foi ordenado bispo em 19 de julho de 1980 pelo Arcebispo da Cidade do México, Cardeal Ernesto Corripio y Ahumada; Os co-consagradores foram José de Jesús Madera Uribe MSpS, Bispo de Fresno, Califórnia, e Alfredo Torres Romero, Bispo de Toluca, México.
Em 1989 foi nomeado Bispo de Nuevo Laredo, Tamaulipas, México pelo Papa João Paulo II.
Em 2008, o Papa Bento XVI o nomeou ao Bispo de Tepic, Nayarit, México. Ele morreu lá em 1º de novembro de 2011 como resultado de câncer no pâncreas. Ele foi colocado em 2 de novembro de 2011 com grande interesse público na Catedral de Tepic, em cuja cripta também encontrou seu local de descanso final. A Missa fúnebre foi celebrada por 72 sacerdotes, entre eles Fernando Torre, Superior Geral da Congregação dos Missionários do Espírito Santo e seis sacerdotes de sua paróquia, além dos Bispos Alfonso H. Robles Cota, Bispo Emérito de Tepic, Mario Espinosa Contreras, Bispo de Nayarit Mazatlan e Dom Ramón Calderón Batres, Bispo de Linares.
Watty Urquidi foi fundada pelo Papa Bento XVI em 2010. Nomeado um dos Visitadores da Congregação Legionários de Cristo, especialmente para o México e América Central.